# Волован

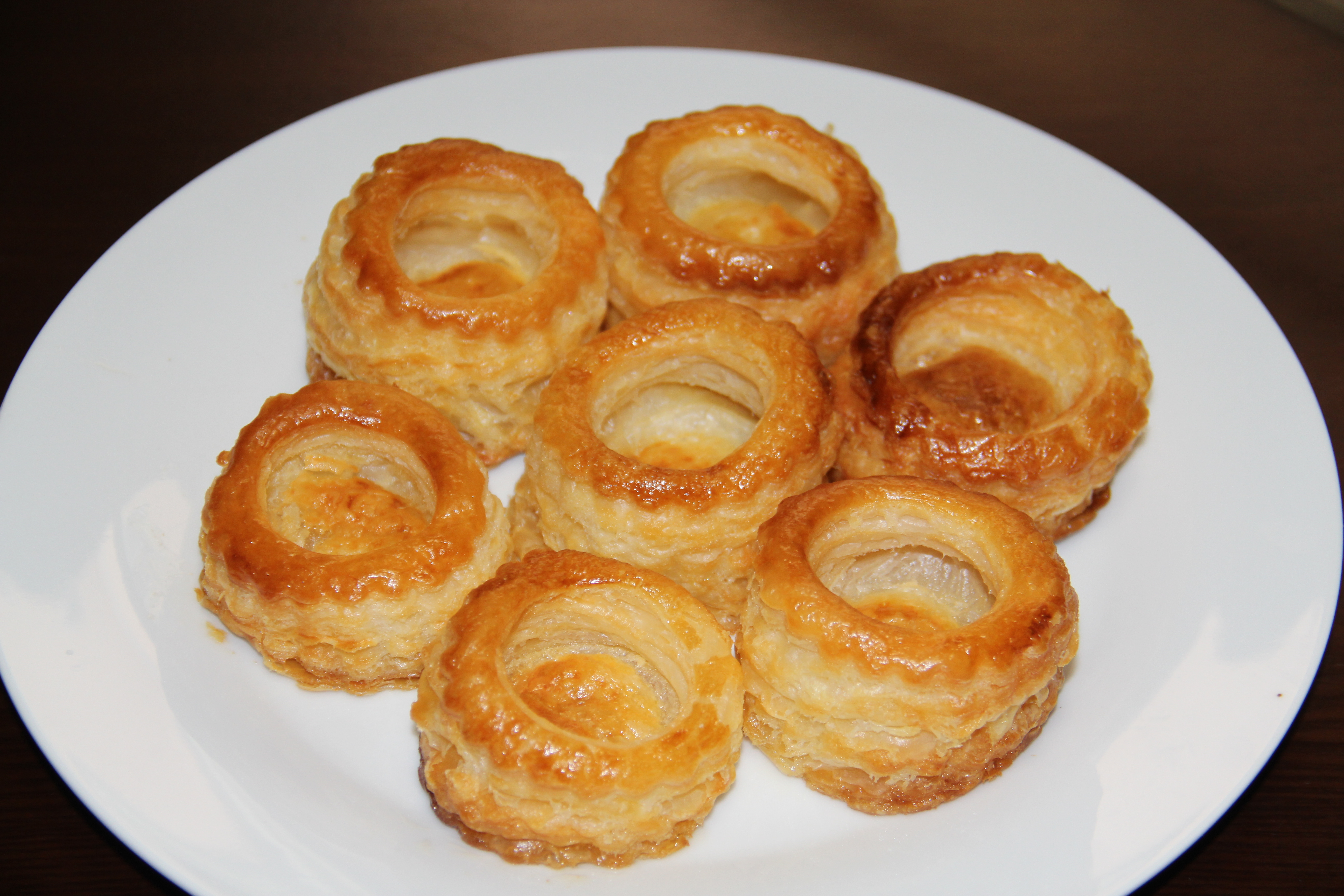
Волованы без начинки

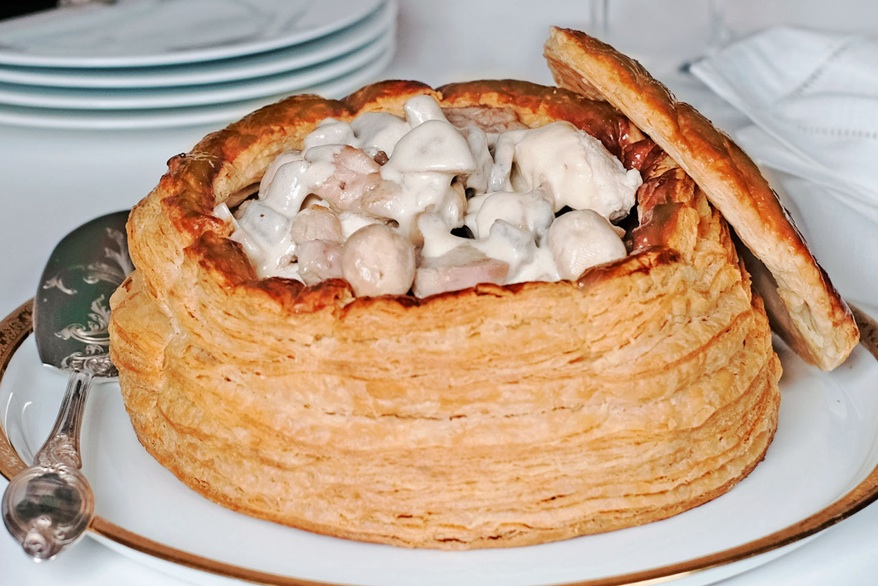
Большой волован с мясной начинкой диаметром 20 см и высотой 14 см

Волова́н (уст. вольован или вольва́н, от фр. vol-au-vent — «полёт на ветру») — пикантная закуска французского происхождения, небольшого размера выпечка из слоёного теста в форме башенки диаметром от 4 до 20 см с несладкой начинкой (обычно из мясного, рыбного или грибного рагу или салата). Волованом также называют само изделие из слоёного теста без начинки.
Из слоёного теста вырезается несколько кружков небольшого размера, один кружок откладывается в сторону под дно волована, а у остальных вырезается внутренний круг, чтобы получились кольца. Кольца прикрепляются к кружку-дну с помощью взбитого белка. Маленький внутренний кружок служит впоследствии крышечкой волована. В печи слоёное тесто поднимается и обретает форму цилиндрического стаканчика. Готовые волованы наполняют начинкой, в зависимости от рецепта иногда вновь запекают в духовке и сервируют горячими. Начинять волованы следует непосредственно перед подачей на стол, чтобы они не размокли. Волованы также встречаются квадратной, прямоугольной, шестигранной и овальной формы.
Изобретение волованов приписывается французскому повару Мари-Антуану Карему. Его помощник, удивившись тому, как плоский кружок теста превратился в высокий волован, якобы вскричал: «Мэтр, он взлетает в воздух!» (Maître, il vole au vent!).